# Krimski most
Krimski most (rusko: Крымский мост, tr. Krymskiy most, IPA: [ˈkrɨmskʲij most], ukrajinsko: Кримський міст), imenovan pogovorno tudi Kerški most (rusko: Керченский мост), je par vzporednih mostov, ki prečkata Kerški preliv med Tamanskim polotokom Krasnodarskega okraja in Kerškim polotokom na Krimskem polotoku (pripojenem Rusiji, večinoma mednarodno priznanem kot del Ukrajine). Mostni kompleks zagotavlja tako cestni kot železniški promet. Z dolžino 19 km je najdaljši most, ki ga je zgradila Rusija, in v času izgradnje najdaljši v Evropi.
Projektiranje mostu, ki je bil prvič načrtovan že leta 1903, se je začelo leta 2014, takoj po ruski aneksiji Krima. Januarja 2015 je bila pogodba za gradnjo mostu sklenjena s podjetjem Strojgazmontaž Arkadija Rotenberga. Gradnja mostu se je začela februarja 2016; cestni most je 15. maja 2018 odprl ruski predsednik Vladimir Putin. Železniški most je bil odprt 23. decembra 2019, prvi potniški vlak je peljal preko mostu 25. decembra 2019, za tovorne vlake pa je bil odprt 30. junija 2020.
Med rusko invazijo na Ukrajino je bil most večkrat napaden. 8. oktobra 2022 ob 6.07 po krajevnem času se je na mostu zgodila eksplozija, ki je porušila del cestnega mostu in zanetila velik požar na železniškem. 17. julija 2023 je v novi eksploziji bil porušen del cestnega mostu.

## Zgodovina

### Predlogi in poskusi pred aneksijo
Predlogi o gradnji mostu v Kerškem prelivu so bili obravnavani od zgodnjega 20. stoletja, Sovjetska zveza je leta 1944 zgradila 4,5-kilometrski železniški most čez preliv, vendar ni bil zasnovan kot trajen. Bil je omejen z napakami v konstrukciji in gradnji in februarja 1945 uničen s plavajočim ledom. Predlog za njegovo popravilo je bil hitro zavržen, ostanki porušenega mostu pa so bili odstranjeni, namesto tega so bile predvidene trajne mostne zasnove. Leta 1949 je sovjetska vlada odredila izgradnjo 5,969 km dolgega dvotirnega kombiniranega cestno-železniškega mostu (dva cestna pasova na zgornjem nivoju in dva železniška tira na spodnjem nivoju) s 40 m razmika spodaj, ki bi povezal Yeni -Kale z rt Čuška, toda leta 1950 je bila gradnja ustavljena in namesto nje vzpostavljena trajektna linija.
Od sredine 60. let prejšnjega stoletja je bila razvita drugačna različica fiksne povezave projekt Керченский гидроузел ('Kerčenski gidrouzel'), ki je predlagal sistem jezov in mostov čez preliv. Projekt ni bil izveden zaradi pomanjkanja sredstev in kasneje propada Sovjetske zveze. 
Zamisel o mostu čez Kerški preliv, ki bi zdaj postal mednarodna fiksna vez med neodvisnima državama Rusijo in Ukrajino, je preživela razpad Sovjetske zveze, vendar leta 1994 ruska in ukrajinska stran projekta nista dokončno oblikovali. Nekdanji moskovski župan Jurij Lužkov je bil izrazit zagovornik mostu za avtocesto, in izrazil upanje, da bo Krim približal Rusiji, tako gospodarsko kot simbolično. Podobna upanja so izrazile proruske oblasti na Krimu, ki so prav tako upale, da bo most prispeval bodisi k oživitvi svilne ceste bodisi k večnacionalni cesti ob črnomorski obali. 
Gradnjo mostu je kabinet ministrov Ukrajine obravnaval leta 2006, takratni ukrajinski minister za promet Nikolaj Rudkovski pa je izjavil, da pričakuje, da bo gradnja »neto pozitivna za Krim«, saj bo omogočila »vsakemu turistu, ki obišče Ruski Kavkaz tudi obisk Krima«. Premiera obeh držav sta razpravljala o tem vprašanju leta 2008, prometna strategija Rusije, sprejeta v tem letu, pa je predvidela gradnjo mostu čez Kerški preliv kot eno izmed prednostnih vprašanj za razvoj južnega zveznega okrožja. prometno infrastrukturo za obdobje 2016–2030, načrt pa naj bi bil ustvarjen do leta 2015. Leta 2010 sta ukrajinski predsednik Viktor Janukovič in ruski predsednik Dmitrij Medvedev podpisala sporazum o gradnji mostu čez Kerški preliv. Rusija in Ukrajina sta 26. novembra 2010 podpisali memorandum o medsebojnem razumevanju gradnje mostu. Študija ukrajinske vlade iz leta 2011 je napovedala predhodno izbiro poti med rtom Fonar do rta Mali Kut. Če bi bil projekt izveden, bi to pomenilo izgradnjo mostne povezave dolžine 10,92 km z 49 km priključnih cest in 24 km železniških prog.
Odložitev pridružitvenega sporazuma med Ukrajino in Evropsko unijo novembra 2013 je povečala zanimanje za gradnjo mostu med Krimom in Ruskim polotokom Taman, podpisan pa je bil tudi dogovor o gradnji tega mostu kot del 17. decembra 2013 ukrajinsko-ruski akcijski načrt. Konec januarja 2014 sta se ukrajinska in ruska vlada odločili, da bo gradnjo mostu naročilo novo skupno ukrajinsko-rusko podjetje, medtem ko bo rusko državno podjetje Ruske avtoceste (Avtodor) dolgoročno postalo odgovorno za most. Poleg tega je bilo odločeno, da bo posebna delovna skupina določila lokacijo in določila tehnične parametre. Ukrajinsko ministrstvo za gospodarski razvoj in trgovino je ocenilo, da bodo za gradnjo potrebovali pet let, stroški pa so bili ocenjeni med 1,5 in 3 milijarde dolarjev. V začetku februarja 2014 je ruskemu Avtodor prvi podpredsednik vlade Rusije naročil, naj sodeluje pri študiji izvedljivosti, ki bo objavljena leta 2015. V naslednjih mesecih, ko so se odnosi poslabšali in je Rusija začela prevzeti Krim, so dvostranska pogajanja o mostu propadla, vendar je Rusija trdila, da pričakuje spoštovanje dogovora iz decembra 2013. 3. marca je premier Dmitrij Medvedev podpisal vladno uredbo o ustanovitvi hčerinske družbe Avtodor, ki bo nadzirala projekt. Ta družba je 18. marca objavila natečaj za inženirski pregled projekta mostu, toda do takrat je bil natečaj, ki se je še vedno skliceval na sporazume iz leta 2013, že zastarel

### Ruska priključitev Krima: začetek gradnje in mednarodni odziv
Po priključitvi Krima s strani Ruske federacije marca 2014 ob poslabšanju odnosov med Ukrajino in Rusijo je projekt mostu postal ključen za Rusijo za vključitev novo aneksiranega ozemlja v Rusijo. Čeprav je Ukrajina izgubila nadzor nad polotokom, ga je kljub temu uspela izolirati z zapiranjem vitalnih prometnih povezav, saj Rusija, za razliko od Ukrajine, takrat ni imela kopenskih povezav s Krimom in je namesto tega uporabljala trajektno linijo v Kerškem prelivu, ki pa je imel omejitve; trajekt je bil zaradi slabega vremena pogosto ustavljen in pogosto so bile dolge čakalne vrste vozil. Poleg praktične potrebe je imel most tudi simboličen namen: bil je mišljen, da pokaže odločenost Rusije, da obdrži Krim kot 'fizično' navezanost Krima na rusko ozemlje. Ker ni bil več dvostranski infrastrukturni projekt, je načrtovanje in gradnje od takrat naprej Rusija vodila enostransko - in šele v tem času je gradnja stalne povezave čez Kerški preliv prenehal biti dolgotrajen projekt in postal resničnost.
Napoved, da bo Rusija zgradila cestno-železniški most čez preliv, je ruski predsednik Vladimir Putin objavil 19. marca 2014, le dan po tem, ko je Rusija uradno zahtevala Krim. Januarja 2015 je bilo naročilo za gradnjo mostu oddano skupini SGM, katere lastnik Arkadij Rotenberg je menda Putinov tesni osebni prijatelj in je bil mednarodno sankcioniran kot odgovor na rusko vojaško vpletenost v Ukrajino. SGM običajno gradi cevovode in nima izkušenj z gradnjo mostov, poroča BBC News.
Medtem je ukrajinska vlada aprila 2014 Rusiji poslala šestmesečno obvestilo, da se je odpovedala zdaj že propadlemu dvostranskemu sporazumu o Kerškem mostu. Od takrat je ukrajinska vlada rusko gradnjo mostu aktivno obsodila kot nezakonito, ker Ukrajina »kot obalna država glede na Krimski polotok« ni dala soglasja za takšno gradnjo in Rusijo pozvala, naj poruši »tiste dele te strukture, ki so na začasno okupiranem ukrajinskem ozemlju« . Sankcije so uvedle ZDA in Evropska unija proti podjetjem, ki sodelujejo pri gradnji, Generalna skupščina Združenih narodov pa je od decembra 2018 večkrat obsodila gradnjo in odprtje mostu kot »olajšanje nadaljnje militarizacije Krima« in »omejevanje velikosti ladij, ki lahko dosežejo ukrajinska pristanišča na Azovski obali« . Rusija je po drugi strani trdila, da »ne bo nikogar prosila za dovoljenje za gradnjo prometne infrastrukture v korist prebivalstva ruskih regij« .

## Projekt
Osnutek resolucije ruske vlade z dne 1. septembra 2014 zahteva na mostu štiri vozne pasove in dvotirno železnico. Po aneksiji so ruski uradniki preučili različne možnosti za povezavo Krima z ruskim kopnim, vključno s predorom, a so se na koncu odločili za most.
Uradni video iz oktobra 2015 je vseboval koncept CGI o konstrukciji mostu, ki je bil pripisan različnim meritvam. Pokazal je štiripasovni most, ki je potekal vzporedno z ločeno dvotirno železnico. Glavni razpon nad ladijskim transportnim kanalom v Kerškem prelivu je imel jeklen oporni lok, širok 227 m in 35 metrov odmika nad vodo, za plovbo ladij. Obstajali so trije odseki: od polotoka Taman do rta Tuzla je 7 km, čez otok Tuzla 6,5 km in od otoka Tuzla do Krimskega polotoka 5,5 km (skupaj 19 km).
Končni koncept je pomenil veliko spremembo od prvotnega projekta, ki je bil obravnavan konec leta 2014. Ta je predvideval izgradnjo dveh mostnih povezav (vzporedni cestni in železniški most med polotokom Taman in rtom Tuzla ter dvonadstropni cestno-železniški most med otokom Tuzla in Krimskim polotokom) in nasip na strani Tuzle. Tuzlanska smer je bila prednost pred krajšimi različicami (začenši pri rtu Čuška), zlasti zato, ker bi drugače vplivala na še vedno delujočo trajektno linijo, kar bi poslabšalo prometne komunikacije Rusije s Krimom.
Most je zgradilo podjetje Strojgazmontaž Ltd (SGM), ki še nikoli ni postavilo večjega mostu pred njim. Zaradi nevarnosti sankcij nobena mednarodna zavarovalnica ni podpisala potencialne 3 milijarde dolarjev izgube, če gre projekt narobe. Torej ga je zavarovala majhna krimska družba.
Geologija Kerškega preliva je težavna: ima tektonsko prelomnico, podnožje pa pokriva 60 m debela plast mulja. Na območju preliva je bilo najdenih približno 70 blatnih vulkanov. Več kot 7000 pilotov podpira mostove; ti piloti so bili uvrtani do 91 m pod vodno gladino. Nekateri piloti so pod kotom, da bi bila zgradba med potresi bolj obstojna.
Nekateri strokovnjaki so izrazili dvom, da je konstrukcija obstojna glede na tektonske in morske trenutne razmere v prelivu.

## Gradnja
Predhodna dela na mostu so se začela maja 2015. Na območju je bilo med čiščenjem najdenih več kot 200 bomb  in nekaj letal (med njimi Ilyushin Il-2 in Curtiss P-40 Kittyhawk) iz obdobja druge svetovne vojne. Zgrajeni so bili trije začasni mostovi, ki so olajšali dostop do glavnega gradbišča (ne glede na vreme in tokove). Do oktobra 2015 je bil zgrajen prvi od začasnih mostov, ki je povezal otok Tuzla in polotok Taman.
Glavna gradnja se je začela februarja 2016 . Prvi piloti so bili zgrajeni v začetku leta 2016, aprila 2016 pa je bil zgrajen prvi steber cestnega mostu. Temelji cestnega mostu so bili dokončani avgusta 2017. Oba loka ladijskega kanala (skozi kanal Kerč-Enikale) sta bila postavljena v položaj avgusta in oktobra istega leta. Oktobra 2017 je direktor Nacionalne garde Rusije Viktor Zolotov napovedal, da se v okviru ruskega južnega vojaškega okrožja za zaščito mostu oblikuje nova pomorska brigada. Decembra 2017 so bili dokončani vsi cestni stebri in premostitve, do aprila 2018 je bil na cestni most položen asfaltbeton, po nekaj pregledih pa je bilo ugotovljeno, da je cestni most pripravljen za obratovanje .
Predsednik Vladimir Putin je 15. maja 2018 vodil konvoj tovornjakov, enega je vozil sam čez most, na slovesni otvoritvi . Most je bil odprt za tovorni promet s tovornimi vozili 16. maja 2018, za tovorna vozila pa 1. oktobra.
Gradnja železniškega mostu se je nadaljevala. Junija 2018 so bili dokončani piloti, julija 2018 pa se je pričelo z vgradnjo železniških tirov.
Oktobra 2018 je ruska cestna uprava Taman sporočila, da se je, ko se je eden od železniških razponov spustil na svoje mesto, nagnil in padel v morje . To se je zgodilo na morskem odseku med tuzlanskim rtom in otokom Tuzla. Novembra 2018 so bili končani železniški stebri.
24. marca 2019 je tiskovno središče poročalo o zaključku gradnje železniških razponov, 18. julija pa je poročalo o dokončanju montaže železniških tirov. Oktobra 2019 so odpiranje tovornih vlakov prestavili na leto 2020, uradni vzrok pa je bila zamuda pri gradnji povezovalne železnice, ki jo je povzročilo odkritje arheološkega najdišča na polotoku v Kerču. Prodaja železniških vozovnic čez Kerški preliv se je začela novembra 2019. Železniški most je bil 18. decembra 2019 ocenjen kot pripravljen za obratovanje in predsednik Putin je 23. decembra most uradno odprl. Prvi redni potniški vlak je most prepeljal 25. decembra 2019, medtem ko je odprtje mostu za tovorne vlake predvideno 1. julija 2020. 
Zasnova železniškega mostu omogoča namestitev nadzemnega železniškega elektrifikacijskega sistema, 'kadar koli bo sprejeta takšna odločitev', pri čemer ni treba obnoviti konstrukcijo mostu. Do elektrifikacije železniški most uporabljajo dizelske lokomotive.
- Izgradnja nosilcev in postavitev prvih razponov železniškega mostu na strani Kerča. Hkrati se gradbišče polni in začne sestavljanje mostnih lokov.
- Asfaltiranje končnega odseka cestnega mostu s strani Taman. Na nasprotni strani potekajo gradbena dela za povezavo začasne rampe z mostom.
- Dokončanje montaže lokov na drsniku in priprava na prevoz in namestitev na nosilce plovbe.
- Nameščanje lokov mostu in postopek drsanja razponov cestnega mostu na končni položaj.
- Cestni most 15. maja 2018. Železni most - v času gradnje - je viden na levi strani.

## Obratovanje in vpliv
Cestni most, ki so ga odprli leta 2018, je hitro prehitel trajekt kot prednostno pot povezave Krima z ostalim de facto ruskim ozemljem. Po odprtju mostu za tovornjake oktobra 2018, je prevoz tovornjakov s trajekti praktično prenehal in po prvem polnem letu delovanja (maj 2018 - maj 2019) je cestni most služil več kot trikrat večjemu prometu kot trajekt v celotnem letu 2017. Ker je cestni most v primerjavi s trajektom brezplačen, naj bi uporabniki mostu prihranili več kot 16 milijard rubljev. Most naj bi prispeval k povečanju števila turistov, ki obiskujejo Krim. V poletnih mesecih je pretok dosegel vrhunec - 5. avgusta 2018 je most prečkalo rekordnih 32.000 vozil, 12. avgusta istega leta več kot 33.000 vozil in leto kasneje več kot 35.000. 
Po drugi strani pa se znižanje cen na Krimu, ki naj bi se zgodilo po odprtju cestnega mostu, ni zgodilo. Po navedbah lokalne ruske uprave se to stanje nadaljuje, ker velike trgovske skupine na Krimu ne delujejo zaradi tveganj, da bodo sankcionirane ali ker menijo, da je Krim »logistična slepa ulica«, čeprav obstajajo pričakovanja, da bo odprtje železnice čez most prispevalo k znižanju cen za določeno blago. 
Ukrajina, ki ima dve glavni pristanišči ob Azovskem morju, prek katerih izvaža jeklo in kmetijske proizvode trdi, da most uporablja Rusija kot del hibridne blokade ukrajinskih pristanišč v Azovskem morju in da so se ruski inšpekcijski pregledi ladij močno povečali, odkar se je odprl most maja 2018, nekatere pa so morale počakati tri dni, preden so jim dovolili prehod. Glavni razpon mostu ima od 33 do 35 metrov svetle višine; ukrajinska pomorska uprava pravi, da je veliko ladij previsokih, da bi se varno prebile pod mostom. Težave se je rešila ladja za prevoz razsutega tovora (tona 17.777 ton) z odrezanjem vrha jambora. 26. oktobra 2018 je The Globe and Mail, ki se sklicuje na ukrajinske vire, poročala, da je most zmanjšal ukrajinsko ladjarstvo iz pristanišč na Azovskem morju za približno 25 %. Novembra 2018 je območje ob mostu postalo mesto incidenta v Kerškem prelivu, v katerem je ruska mornarica trdila, da so v ruske teritorialne vode vstopila tri ukrajinska plovila. Ruske sile so zasegle plovila in aretirale njihovo posadko. V tem času je prehod skozi ožino pod mostom blokirala velika tovorna ladja, postavljena pod most, da bi preprečila prehod drugih plovil. V odgovor je Ukrajina v nekaterih regijah države 30 dni razglasila vojno stanje.

## Arheologija
Del velikega grškega kipa iz terakote je bil najden na gradbišču Krimskega mostu med podvodnim kopanjem v bližini rta Ak-Burun. Po mnenju arheologov je to edinstvena najdba, saj je prva tovrstna najdba na območju severnega Črnega morja.